# Франция на «Евровидении-1960»
Франция приняла участие в Евровидении 1960, проходившем в Лондоне, Великобритания. Её представила Жаклин Буайе с песней «Tom Pillibi», выступившая под номером 13. В этом году страна получила 32 очка, одержав победу на конкурсе. Комментатором конкурса от Франции в этом году стал Пьер Черния.
Во Франции проходил национальный отбор, в котором участвовало 38 песен. Победу одержала песня «Tom Pillibi», исполненная Марселем Амоном. На конкурсе песню представляла уже Жаклин Буайе.

## Страны, отдавшие баллы Франции
Каждая страна имела жюри в количестве 10 человек, каждый человек мог отдать очко понравившейся песне.
| Отдали Франции…                | Отдали Франции… | Отдали Франции… | Отдали Франции… | Отдали Франции…                       |
| 5 баллов                       | 4 балла         | 3 балла         | 2 балла         | 1 балл                                |
| ------------------------------ | --------------- | --------------- | --------------- | ------------------------------------- |
| Великобритания Норвегия Монако | Швеция Дания    | Бельгия         | Нидерланды      | Люксембург Австрия Швейцария Германия |

## Страны, получившие баллы от Франции
| 4 балла | Германия |
| 3 балла | Монако   |
| 2 балла | Швеция   |
| 1 балл  | Норвегия |